# Томас Турільд
Томас Турільд  (швед. Thomas Thorild); 18 квітня 1759 року, Мункедальська комуна, Бохуслен — 1 жовтня 1808 року, Грайфсвальд, Шведська Померанія) — шведський поет- сентименталіст, філософ доби пізнього Просвітництва.

## Біографія
Томас Турільд народився 18 квітня 1759 року в Богуслені. Уперше привернув до себе увагу дидактичною поемою «Пристрасті»(швед. Passionerna, 1785), яка різко суперечила літературно-естетичним переконанням і смакам того часу. У 1786 році Турильд, з метою розширення свободи друку, представив королеві свою брошуру: «Про загальну свободу думки» Томас Турільд зазнав впливу Спінози.
Від 1795 року Томас — професор університету в Грейфсвальді (Померанія). Головний твір «Максимум, або Архіметрія» (1799 р.) опублікований німецькою і латинською мовами. У теорії пізнання Турільд розділяв переконання Локка: всяке знання походить з досвіду як сукупності чуттєво сприйманих індивідом дій або станів свого організму. Розум — це відчуття в їх повному розвитку. Різноманіття сущого Турільд пояснював кількісною градацією, відмінністю в ступені розвитку речей — від мінімуму до максимуму. Завдання філософії виявити певні стосунки, пропорції і закони, які «регулюють» буття і за допомогою яких усі речі відповідають гармонійному цілому. Тому свою філософію він називав «архіметрією», або «математикою дійсності». Турільд склав пройнятий духом соціального утопізму і реформаторства проект створення світової республіки, якою керують генії.

## Творчість
Полеміку питання свободи друку Турільд продовжував і в творі: «Критика на критиків, з нарисом законів для області розуму»(швед. Kritik öfver Kritiken, med ett Utkast till Lagstiftning i snillets värld, 1791) . Після смерті короля Густава III Турильд видав брошуру «Чесність»(швед. Aerligheten). За неї в 1793 році був засуджений до чотирирічного вигнання. Пізніше зайняв місце бібліотекаря в Грайфсвальді, де видав короткий нарис своєї філософської системи: «Максимум, або Архіметрія»(швед. Maximum seu Archimetria).